# Arnaldo Black
Arnaldo Black é um compositor brasileiro. É casado com a cantora Tetê Espíndola e são pais do cantor Dani Black.
Obteve sucesso como autor da canção "Escrito nas Estrelas", em parceria com Carlos Rennó, e interpretada pela cantora Tetê Espíndola, música com a qual ela foi a vencedora do Festival dos Festivais, da Rede Globo, em 1985.

## Obras
- Águas Irreais (com Tetê Espíndola)
- Ajoelha e Reza (com Carlos Rennó)
- Animal
- Ararinha Azul (com Philippe Kadosch)
- Balanço (com Tetê Espíndola)
- Escrito nas Estrelas (com Carlos Rennó)
- Garrincha da Chuva (com Tetê Espíndola)
- Lugar (com Hilton Raw)
- Mais Uma (com Carlos Rennó)
- Meridiano (com Chico César)
- Migração
- Nenhum
- Nossos Momentos (com Carlos Rennó)
- Ópera da Natureza (com Tetê Espíndola)
- Palato (com Chico César)
- Paranoia
- Quero-quero
- Sabiá Verdadeiro
- Sincronicidade
- Tudo Pelos Ares (com Jerry Espíndola e Adriano Magoo)
- Umbigo (com Chico César)
- Urú
- Vertigem
- Visão
- Voz (com Tetê Espíndola)
- Vulgar (com Hilton Raw)
- Zencinema (com Hilton Raw)
- Zumzum (com Octacílo Rocha)